# بخش ایژیا
بخش ایژیا (به لاتین: Yixiu District) یک منطقهٔ مسکونی در چین است که در انگینگ واقع شده‌است. بخش ایژیا ۴۱۰٫۳ کیلومتر مربع مساحت و ۲۵۴٬۴۳۱ نفر جمعیت دارد.